# Бюннік (громада)
Бюннік (нід. Bunnik) — місто і громада в провінції Утрехт (Нідерланди).  Адміністративний центр — місто Бюннік.

## Географія
Територія громади займає 37,57 км², з яких 36,97 — суша і 0,6 км² — водна поверхня. Станом на лютий 2020 року у громаді мешкає 15 216 осіб.

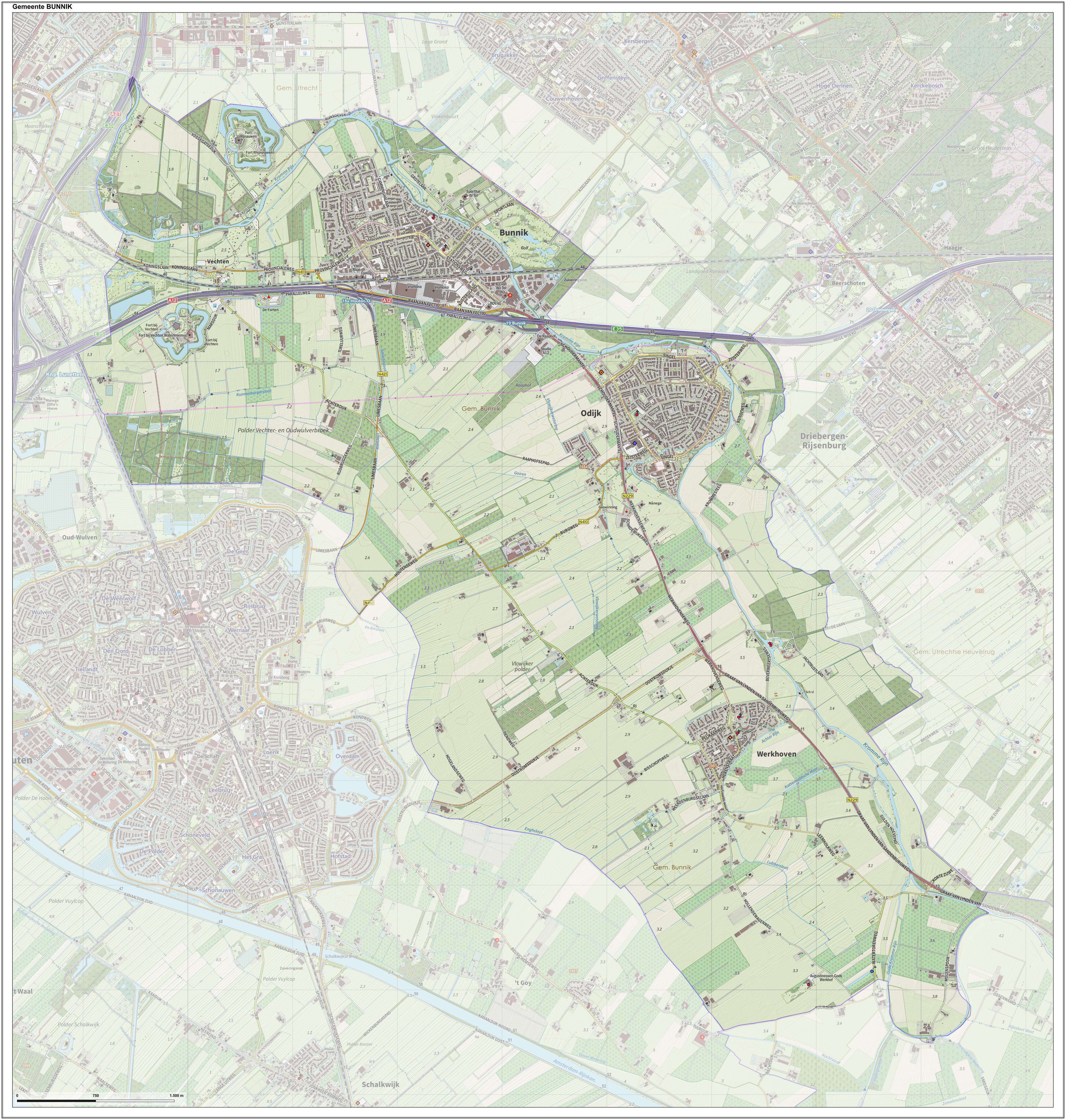
Топографічна карта громади Бюннік

У громаду Бюннік входять наступні поселення: Бюннік, Одейк, Веркговен та Вехтен.